# Zeespiegelstijging

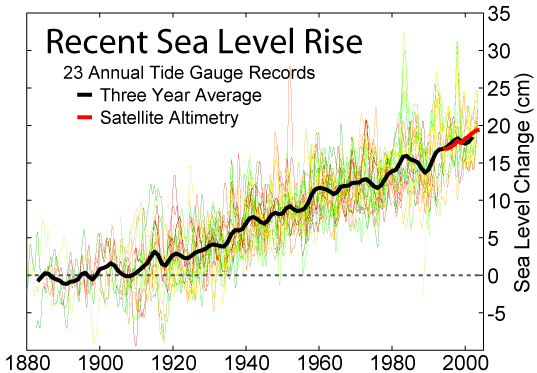
Metingen van het absolute zeeniveau over de afgelopen 130 jaar laten een geleidelijke stijging zien van in totaal ongeveer 20 cm.

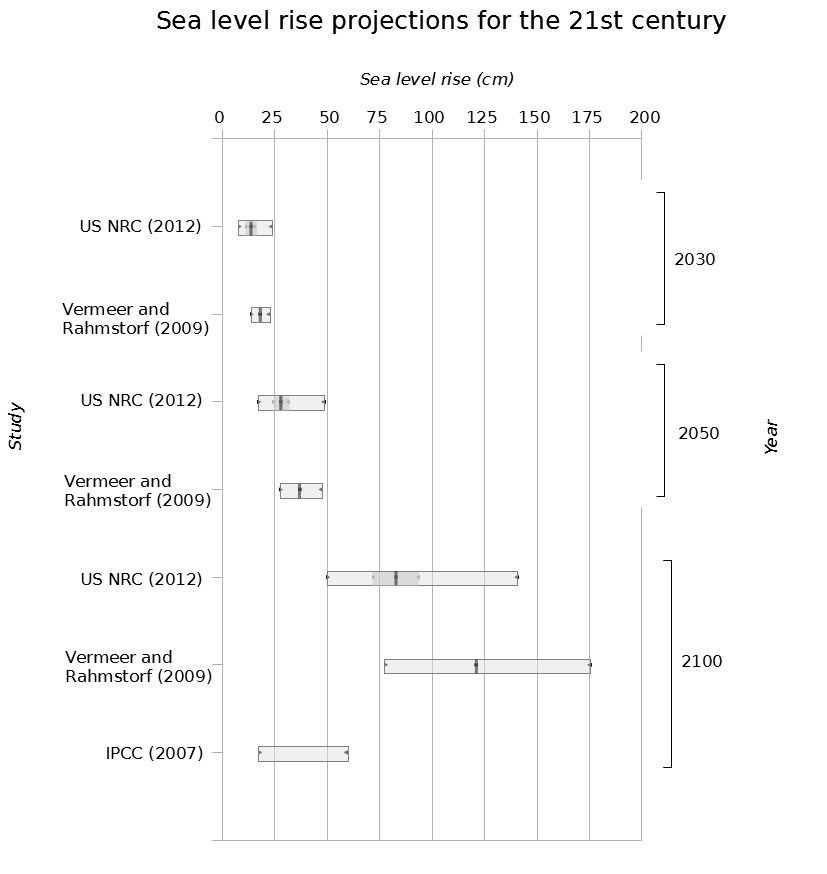
Projecties van zeespiegelstijging in de 21e eeuw.

Zeespiegelstijging is een relatieve of absolute stijging van de zeespiegel. Absolute zeespiegelstijging is daadwerkelijke stijging, zoals die bijvoorbeeld vanuit de ruimte gemeten kan worden. Relatieve stijging is de zeespiegelstijging ten opzichte van de bodemhoogte. Relatieve zeespiegelstijging is dus een lokaal/regionaal verschijnsel, terwijl absolute zeespiegelstijging vooral een wereldwijd fenomeen is, hoewel ook daar lokale verschillen in zijn. In (het westen van) Nederland is er sprake van bodemdaling. Als de zeespiegel stijgt terwijl de bodem daalt, is de relatieve stijging groter dan de absolute stijging. Op sommige plaatsen in Scandinavië stijgt de bodem sneller dan de zeespiegel. Op die plaatsen daalt de relatieve zeespiegel terwijl de absolute zeespiegel stijgt.

## Bepaling van zeespiegelstijging
Voor de komst van satellieten werden veranderingen in de zeespiegel vastgesteld met peilschalen. Hiermee kunnen alleen relatieve veranderingen worden bepaald. Om ook absolute veranderingen te meten zijn gegevens over bewegingen van het land nodig. Sinds omstreeks 1990 kunnen veranderingen in de hoogte van de zeespiegel nauwkeurig worden bepaald met behulp van satellieten zoals Envisat. Op basis van deze metingen en natuurkundige en geologische principes kunnen computersimulaties worden opgezet waarmee toekomstige veranderingen kunnen worden voorspeld.

## Zeespiegel door de eeuwen heen

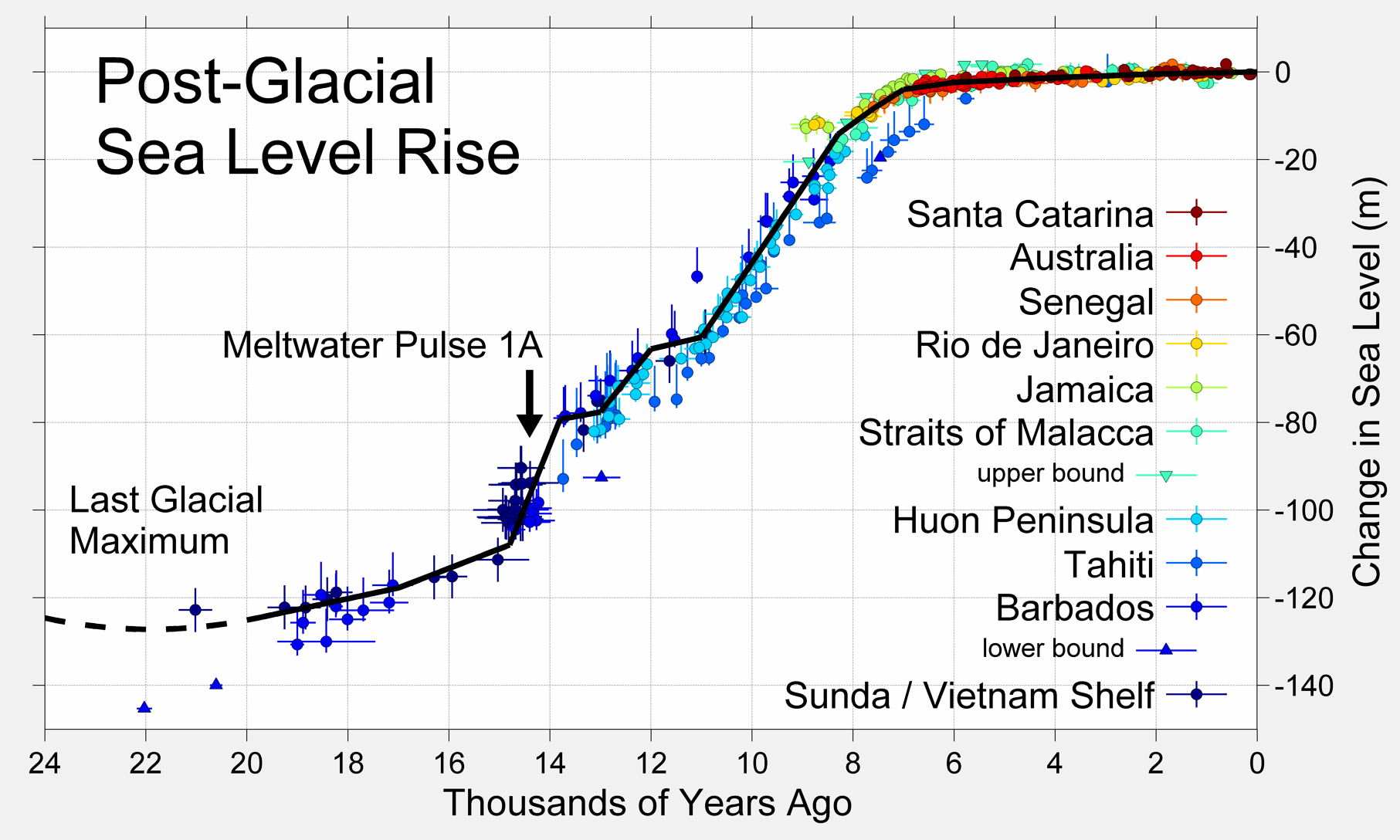
Zeespiegelstijging gedurende de laatste 24.000 jaar

Onder meer uit grondboringen waarbij oude kustgebieden zijn terug te vinden, is gebleken dat de hoogte van de zeespiegel altijd aan veranderingen onderhevig is geweest. Tot 25 duizend jaar geleden is de hoogte van de zeespiegel met redelijke zekerheid bekend. Tot 20 duizend jaar terug lag deze ongeveer 120 m lager dan tegenwoordig. Tussen 20 duizend jaar geleden en het einde van de laatste ijstijd (die het Holoceen inluidde) is een sterke stijging tot wel 10 mm per jaar zichtbaar. Daarna gaat de stijging aanmerkelijk langzamer met gemiddeld 0,1 à 0,2 mm per jaar. Het is moeilijk vast te stellen hoe groot de wereldwijde fluctuaties zijn in deze periode, maar niveauwisselingen tot 30 cm zijn niet uit te sluiten. Vanaf ongeveer 1850 is er echter weer een temperatuurstijging merkbaar waardoor de zeespiegel ongeveer 20 cm is gestegen. In de 20e eeuw steeg het zeeniveau met ongeveer 1,74 mm/jr, waarbij aangetekend moet worden dat de stijging in de tweede helft van de eeuw (1,45 mm/jr) lager was dan in de eerste helft (2.03 mm/jr). Vanaf halverwege jaren '90 van de vorige eeuw vertoont zich aan de Nederlandse kust een versnelde zeespiegelstijging aan 2,7 (+/-0,4) mm/jr. Zeespiegelstijgingschattingen met behulp van satelliethoogtemeting sinds 1993 zijn in het bereik van 2,9-3,4 mm / jaar.

## Waterstandsmetingen in Nederland

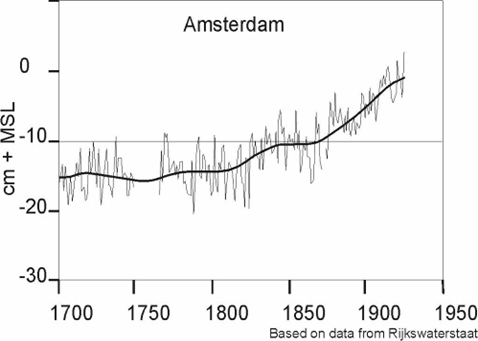
Waterstandsmetingen aan de Nieuwmarkt in Amsterdam

Pas vrij laat is men begonnen met het meten van waterstanden. Zelfs het van oudsher grote en belangrijke Hoogheemraadschap Rijnland (dat in elk geval in 1255 al bestond) heeft geen gegevens die verder terug gaan dan begin 18e eeuw. Trouwens in heel Europa lijken aflezingen van voor 1670, voor zover al ooit vastgelegd, verloren te zijn gegaan of in slapende archieven begraven te liggen (een enkele losse waarneming daargelaten). Rond 1670 begon men wel met waarnemingen langs rivieren, maar niet aan zee.
Op 1 januari 1700 begon een reeks waarnemingen aan het Stadswaterkantoor te Amsterdam, welke reeks geruime tijd volstrekt enig in haar soort was. Het waterkundig onderzoek in de Republiek was in de 18e eeuw toonaangevend. Omdat er geen landelijk referentievlak was vervulde elk peilmeetstation dan ook eigenlijk alleen een lokaal belang. Afgezien van de reeks van Amsterdam hebben de verrichte metingen in het algemeen dan ook weinig bijgedragen tot verdieping der kennis van de waterbeweging.
Het duurde voor wat betreft de waarnemingen van waterstanden door het Rijk tot 1829 eer het eerst nodige was bereikt,en wel de aanvaarding van één referentievlak (het Amsterdams Peil), één wijze van aflezen van peilschalen (ten opzichte van dit AP) en één maatstelsel (het decimale meterstelsel). Vrij snelle waterstandsveranderingen en veelvuldig optredende windgolven bemoeilijken het verrichten van getijwaarnemingen: deze vonden plaats in de marinehavens Den Helder vanaf 1832 en Vlissingen in 1833. Een belangrijke stap vooruit was verder de plaatsing van een peilschrijver, die van 1858 tot in 1932 op Urk heeft gewerkt.

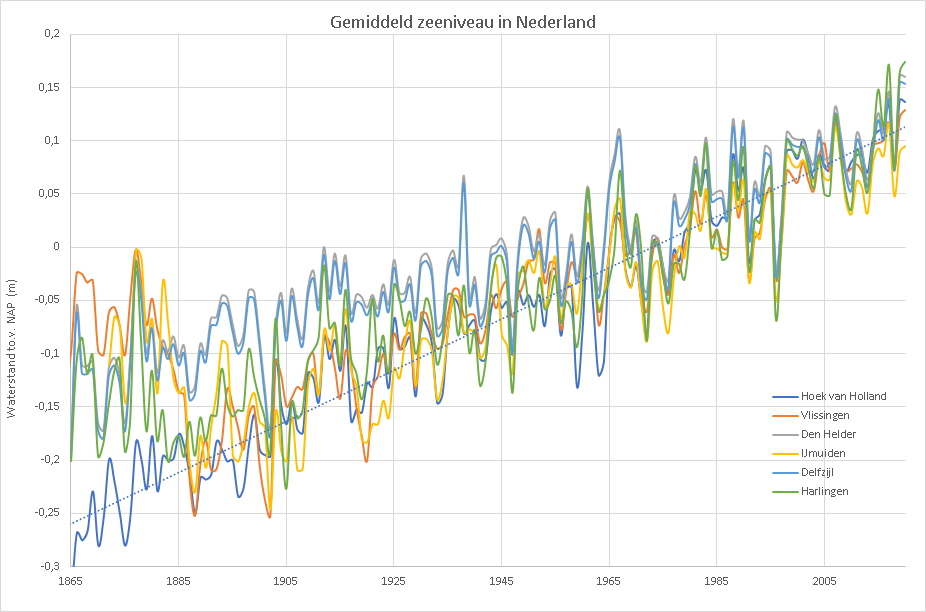
Waargenomen gemiddeld zeeniveau in Nederland

Vanaf 1865 begon men met systematische waterstandsmetingen langs de kust. Vanaf dat jaar zijn metingen beschikbaar in Vlissingen, Hoek van Holland, Den Helder, Harlingen en Delfzijl. In 1872 is IJmuiden daar nog bij gekomen. Deze reeksen worden nog steeds aangevuld. Bijgaande grafiek geeft de waarnemingen over de periode tot 2021 weer. Van elk station is de gemiddelde waterstand over ieder jaar berekend (slotgemiddelde) en geplot. De stippellijn geeft de gemiddelde stijging van de waterstand in Hoek van Holland over deze periode weer. Dit is een stijging van 24 cm per eeuw. Door de gemiddelde waarde van alle basisstations te nemen, krijgt men de gemiddelde zeestand in Nederland, en dus ook de gemiddelde waargenomen zeespiegelstijging. Dit is in de figuur daaronder weergegeven.

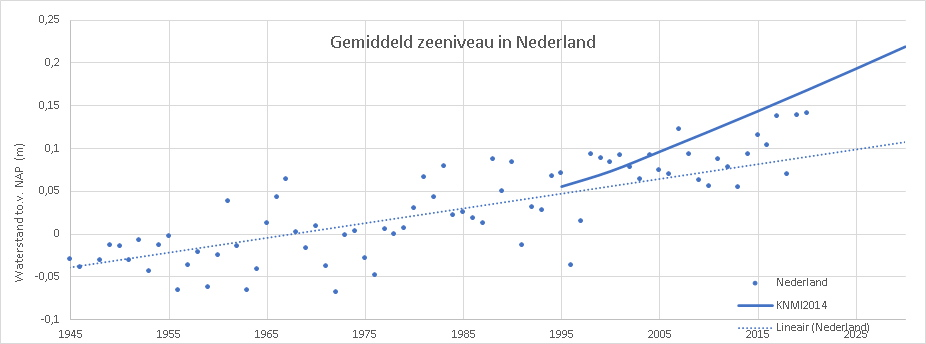
De gemiddelde zeestand in de Nederlandse basisstations

Voor een goede analyse van de metingen is het zinvol om onderscheid te maken tussen de stijging van de gemiddelde waterstand door klimaateffecten en bodemdaling enerzijds, en het effect van getij en windopzet. Het getij kan vrij exact worden berekend, en heeft ook langjarige componenten. Omdat deze effecten goed berekend kunnen worden, kan de gemeten waterstand hiervoor goed gecorrigeerd worden. Er zijn getijcomponenten met een periode van 9 jaar, van 19 jaar en van 16 jaar, waardoor het jaarlijkse gemiddelde kan variëren. Soms vallen deze componenten zo dat het bij een beperkt waarnemingsinterval ( bijv. 10 jaar) lijkt alsof de zeespiegel versneld stijgt. Daarnaast wordt de waterstand door de wind beïnvloed. Omdat we meer westenwind dan oostenwind hebben, is er meer verhoging dan verlaging door de windopzet. Deze opzet varieert van jaar tot jaar en kan niet voorspeld worden, maar wel achteraf bepaald worden. In de Zeespiegelmonitor 2023 zijn de gemeten waterstanden hiervoor gecorrigeerd.:27
De stijging van de op deze manier gecorrigeerde gemeten waterstand op basis van data tot en met 2022 is in onderstaande tabel gegeven (stijging in mm/jaar). Het blijkt hieruit dat vanaf 1993 er een snellere zeespiegelstijging is.:30 Door Voortman is in 2023 aangetoond dat die conclusie wat prematuur is door een onjuiste interpretatie van waterstandsgegevens van voor ca. 1940 en een onjuiste behandeling van det windeffect.
| station          | trend voor 1993 | trend na 1993 |
| ---------------- | --------------- | ------------- |
| Vlissingen       | 2,1             | 2,8           |
| Hoek van Holland | 2,3             | 3,1           |
| IJmuiden         | 2,1             | 2,3           |
| Den Helder       | 1,4             | 2,7           |
| Harlingen        | 1,1             | 3,3           |
| Delfzijl         | 1,8             | 3,9           |
| Nederland        | 1,8             | 3,0           |

Overigens is de vraag of men het station Delfzijl wel moet meenemen in deze analyse door de bodemdaling door de aardgaswinning in dit gebied.
Hoewel men eerst geen harde aanwijzingen kon vinden van de zeespiegelstijging ten gevolge van de opwarming zoals verwacht door klimaatmodellen (zoals bijv. het KNMI1984 scenario), bleek deze toch het geval. Vanaf halverwege jaren '90 in de vorige eeuw nam deze toe met 1,0 mm./jr. (+/- 0,5), van 1,7 mm./jr (+/- 0,3) naar een stijging van 2,7 mm./jr. (+/- 0,4). Overigens betreft dit vooral een stijging in de stations Harlingen en Delfzijl, in de andere stations was deze stijging niet significant aantoonbaar. Voor de Noordzeekust werd in de periode 1890-2020 een stijging van 2mm per jaar gevonden. In de dataset tot en met 2022 blijkt deze trend nu wel aantoonbaar. De dataset is nog te kort om te kunnen constateren of die toegenomen stijgingsnelheid van 2 naar 3 mm/jaar blijft toenemen.
Onderzoeksbureau Deltares stelt echter dat sinds 2005 nog nergens in de wereld een versnelde zeespiegelstijging is te zien. Eerdere voorspellingen van het KNMI zijn nog nooit uitgekomen.

## Metingen in België
Het team Vlaamse Hydrografie, behorend tot het Agentschap Maritieme Dienstverlening en Kust, voert peilingen uit van de zeebodem en de Schelde. Metingen aan de Belgische Kust wijzen op een gemiddelde stijging van het zeeniveau met 1,7 mm/jaar, en 3,0 mm/jaar sinds begin jaren ’90.

## Oorzaken
Opwarming van de aarde veroorzaakt een stijging van de zeespiegel volgens twee mechanismen:
- Water zet uit bij verwarming en daardoor stijgt automatisch de zeespiegel; gegeven de gemiddelde oceaandiepte van 3790 meter betekent dit per graad Celsius minder dan een meter niveaustijging;
- Door het afsmelten van landijs komt er meer water in de oceanen; al het ijs op Groenland verdeeld over de oceanen zou bijvoorbeeld goed zijn voor zeven meter water; een theoretische situatie waarbij al het ijs op Antarctica zou smelten, zou een stijging van 61 meter geven.[17] De huidige bijdrage van het massaverlies van het ijs op Groenland aan de zeespiegelstijging is zo'n 0,7 mm per jaar[18], dit is echter zeer ongelijk verdeeld over de oceanen.

Een niet te onderschatten neveneffect van het overvloedig oppompen van grondwater draagt ook bij tot het stijgen van de zeespiegel. Water dat zeer langdurig opgesloten heeft gezeten in diepe ondergrondse aquifers, wordt aangewend voor het bevloeien van akkers. Dit water verdampt deels, een ander deel vloeit af. Zo komt dit water in de bovengrondse waterkringloop en doet het watervolume in de oceanen ook stijgen. Overigens is de bodemdaling door het oppompen van dit grondwater op veel plaatsen in de wereld vele malen groter dan het stijgen van de waterspiegel. De relatieve zeespiegelstijging is daardoor heel groot. Bijvoorbeeld bij Jakarta is deze relatieve zeespiegelstijging in de orde van 7 cm per jaar.
Anderzijds heeft het massaal aanleggen van stuwmeren een omgekeerd effect. Regenwater dat anders in de oceanen zou verdwijnen, wordt door stuwdammen op het land vastgehouden, zodat het watervolume in de oceanen vermindert. Als alle stuwmeren op aarde geleegd zouden worden, zou de zeespiegel met 3 cm stijgen.

## Gevolgen

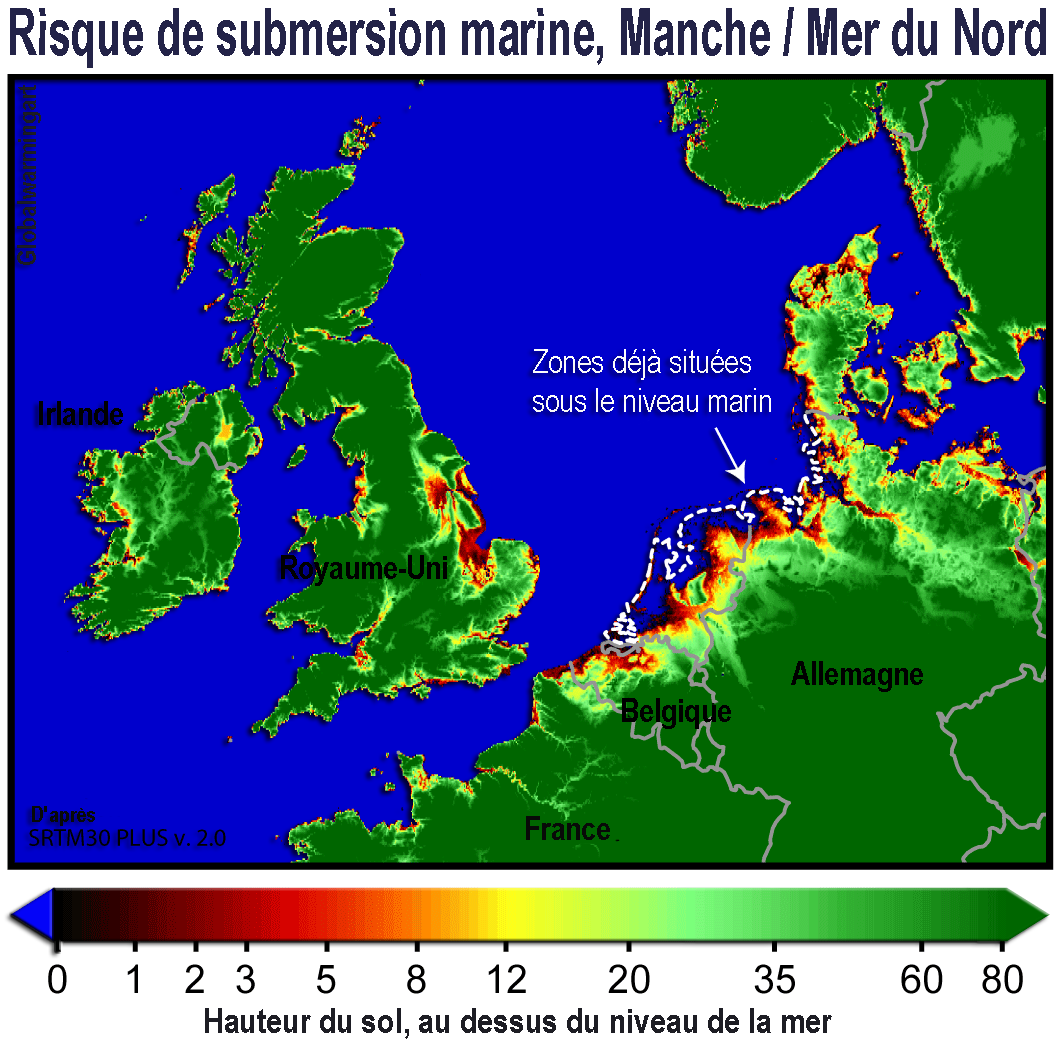
Kwetsbaarheid voor zeespiegelstijging bij locaties aan de Noordzee

### Diverse modellen
Over de hoogte van de zeespiegelstijging in het jaar 2100 lopen de meningen uiteen. Sommige modellen gaan uit van enkele decimeters, andere voorspellingen tonen stijgingen tot over twee meter. Het model van de IPCC (dat een toename van enkele decimeters voorspelt) gaat ervan uit dat er nagenoeg geen netto bijdrage van het landijs van Groenland en Antarctica zal zijn aan de toekomstige zeespiegelstijging, op basis van het concept dat het landijs op Antarctica zal toenemen ten gevolge van een toename in sneeuwval. Waarnemingen tonen echter aan dat het landijs op Antarctica en Groenland over de laatste 20 jaar met een toenemende snelheid aan massa hebben verloren. Laaggelegen rivierdelta's zoals Nederland en Bangladesh kunnen daarbij overstromen als er geen maatregelen worden getroffen. In Bangladesh heeft men een dilemma. Door het deltagebied regelmatig te laten overstromen wordt veel slib afgezet, en groeit de delta als het ware met de stijging van de zeespiegel mee. Door het land te beschermen voorkomt men overstromingen, maar zal men wel steeds kostbare dijkverhogingen moeten uitvoeren. Nederland heeft dit dilemma ook, maar omdat hier de beschikbare financiën geen probleem zijn is de keuze eenvoudiger.
Bijkomend probleem voor het westen van Nederland is dat daar de bodem zakt met 5 cm per eeuw. Als gevolg van veranderingen in zeestromen kan er kusterosie optreden waardoor in relatief korte tijd grote stukken land kunnen verdwijnen. In natuurgebieden zoals De Slufter op Texel en de Waddenzee waarin het getij grote invloed heeft op het leven, zal veel flora en fauna zich moeten aanpassen of vertrekken. De zwaarste klappen zullen vermoedelijk echter eerst vallen in ontwikkelingslanden, waar onvoldoende middelen zijn om maatregelen te treffen. Dit speelt met name in landen met weinig getij en weinig stormvloeden, zoals bijv. Indonesië en Egypte. Het kustgebied ligt daar al eeuwen net boven het zeeniveau, en dat was nooit een probleem; er zijn dus geen dijken en men is niet gewend aan overstromingen. Vanwege de klimaatverandering zal men hier dus ingrijpende (en kostbare) infrastructurele werken moeten uitvoeren. Iets waar men traditioneel niet aan gewend is.

#### Rivieren
Rivieren hebben meestal een vaste helling van het wateroppervlak (het verhang). Deze helling begint bij de monding. Als de zeespiegel stijgt wordt dit verhang minder, gaat de rivier langzamer stromen en wordt er meer zand en slib op de bodem afgezet, dus gaat de bodem omhoog. Dit proces gaat door totdat de rivier weer het oorspronkelijke verhang heeft, maar de rivier ligt dan wel hoger. Het gevolg is dan dus dat dijken langs zo'n rivier te laag zijn en verhoogd moeten worden. Voor Nederland betekent dit dat de dijken langs de Rijn zeker tot zo'n 100 km landinwaarts de gevolgen van een zeespiegelstijging zullen ondervinden. Bij de Maas speelt dit minder, omdat deze van nature een groter verhang heeft.

### Lokaal effect zwaartekracht
Ook regionaal zullen er verschillen zijn. Zo hebben studies uitgewezen dat het afsmelten van de Groenlandse ijskap in Nederland slechts voor 29% doorwerkt. Het smelten van de Antarctische ijskap werkt voor 120% door. Dit komt doordat de gigantische ijskappen zelf water aantrekken. De aantrekkingskracht is een gevolg van de enorme extra massa van een ijskap die een zwaartekrachteffect op de omgeving uitoefent. Hierdoor wordt het omringende water door de ijskap aangetrokken waardoor rondom een verhoogde zeespiegel ontstaat. Hoe meer ijs, hoe groter het effect. Als de ijskap smelt wordt het niveau van het omringende water verlaagd. Omdat een grotere ijskap meer water aangetrokken heeft zal het effect bij afsmelten daarom ook groter zijn dan bij een kleinere ijskap. Aan het effect werd pas laat gedacht waardoor het nog weinig in modellen verwerkt is.

## Maatregelen
Om de wereldwijde klimaatverandering als gevolg van het versterkte broeikaseffect in te dammen zijn maatregelen van klimaatmitigatie nodig. Om Nederland tegen de gevolgen te beschermen is in 2010 het Deltaprogramma van start gegaan. In Vlaanderen moet het Masterplan Kustveiligheid beschermen tegen een zeespiegelstijging van 30 centimeter tegen 2050.